# Budětice
Budětice (en allemand : Budietitz) est une commune du district de Klatovy, dans la région de Plzeň, en République tchèque. Sa population s'élevait à 302 habitants en 2021.

## Géographie
Budětice se trouve à 10 km au sud-ouest de Horažďovice, à 25 km au sud-est de Klatovy, à 53 km au sud-sud-est de Plzeň et à 108 km au sud-ouest de Prague.
La commune est limitée par Nalžovské Hory et Hradešice au nord, par Rabí à l'est et au sud-est, par Dobršín au sud et par Hrádek à l'ouest.

## Histoire
La première mention écrite de la localité date de 1290. 
À environ un kilomètre au nord de Budětice, sur la colline boisée de Džbán (618 m), se trouvent les ruines du château de Budětice datant de la seconde moitié du XIIIe siècle et laissé à l'abandon après 1291. Ces vestiges, redécouverts après 1945, comprennent le rempart extérieur, les douves et les fondations d'une tour cylindrique.

## Administration
La commune se compose de trois sections :
- Budětice
- Lipová Lhota
- Vlkonice

## Galerie

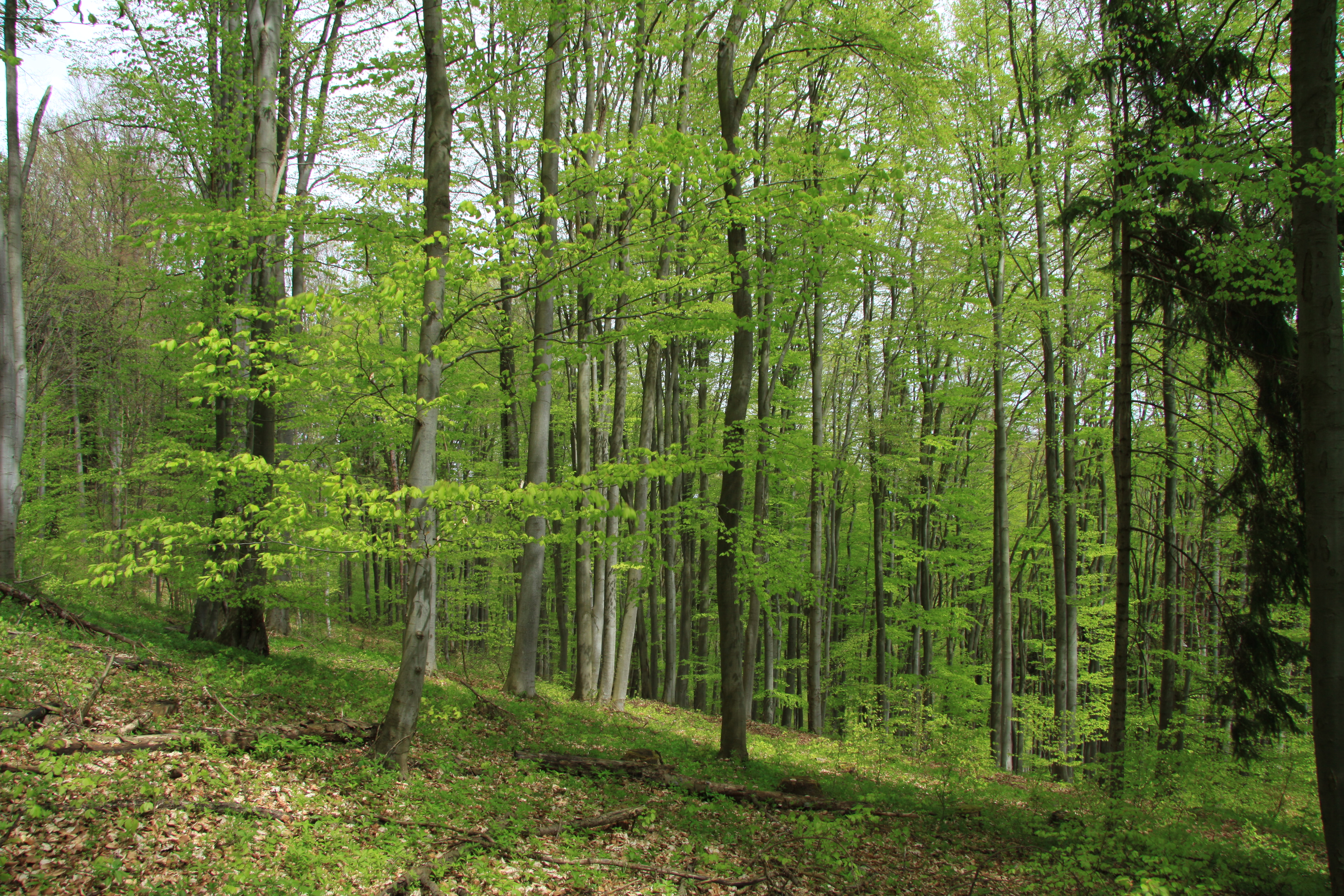
Réserve naturelle de Čepičná au printemps.
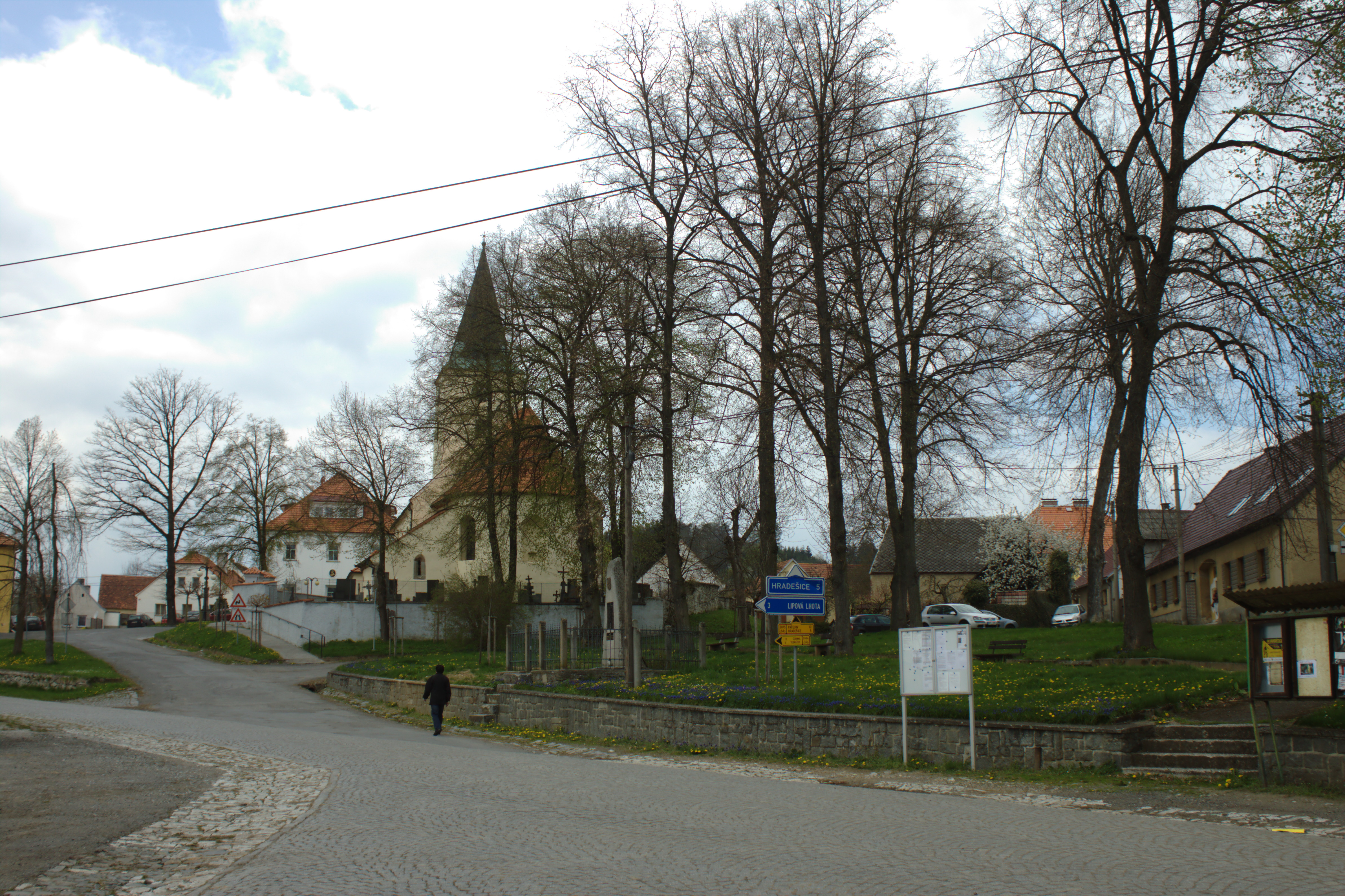
Centre de Budětice.

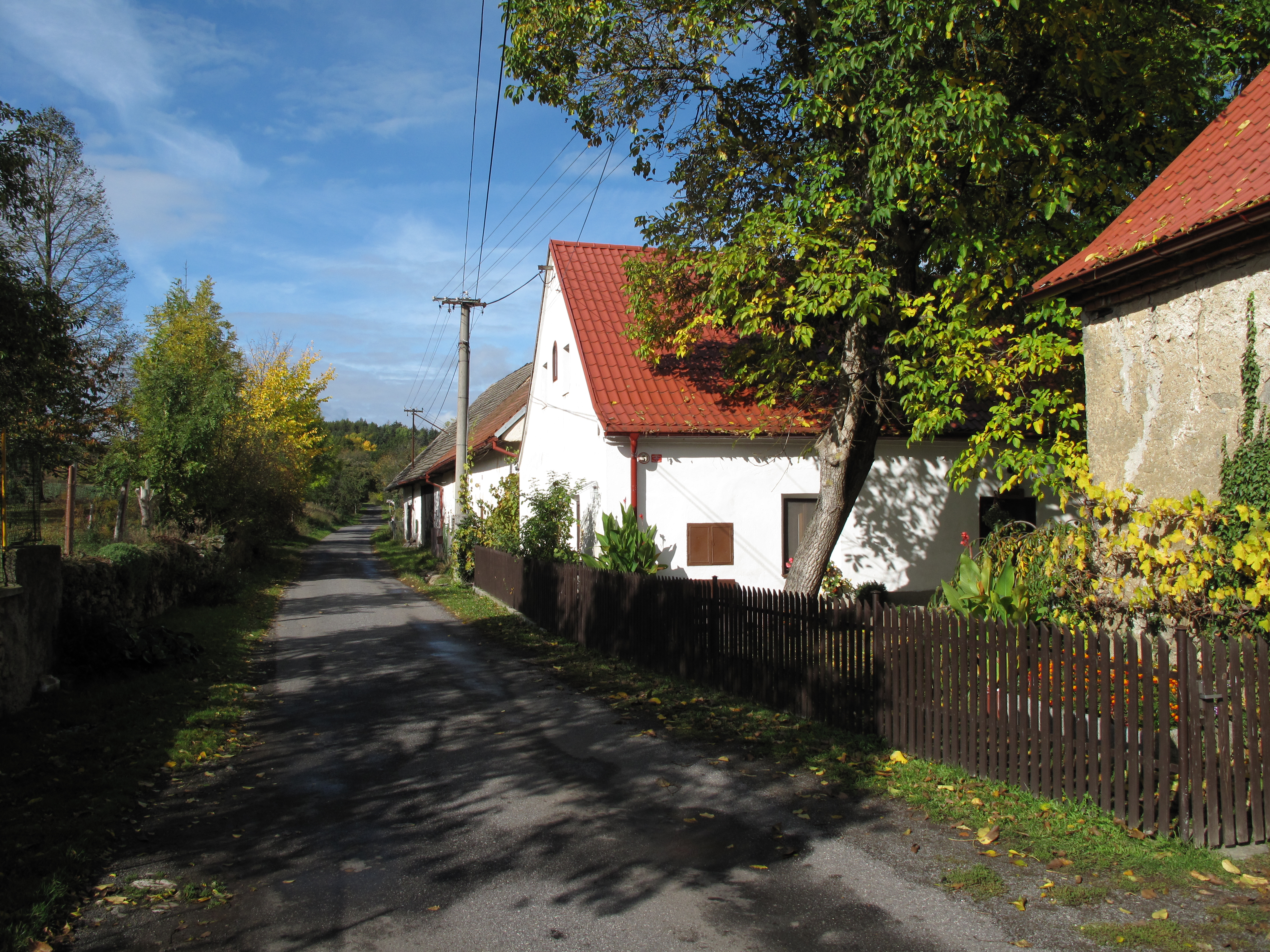
Lipová Lhota.
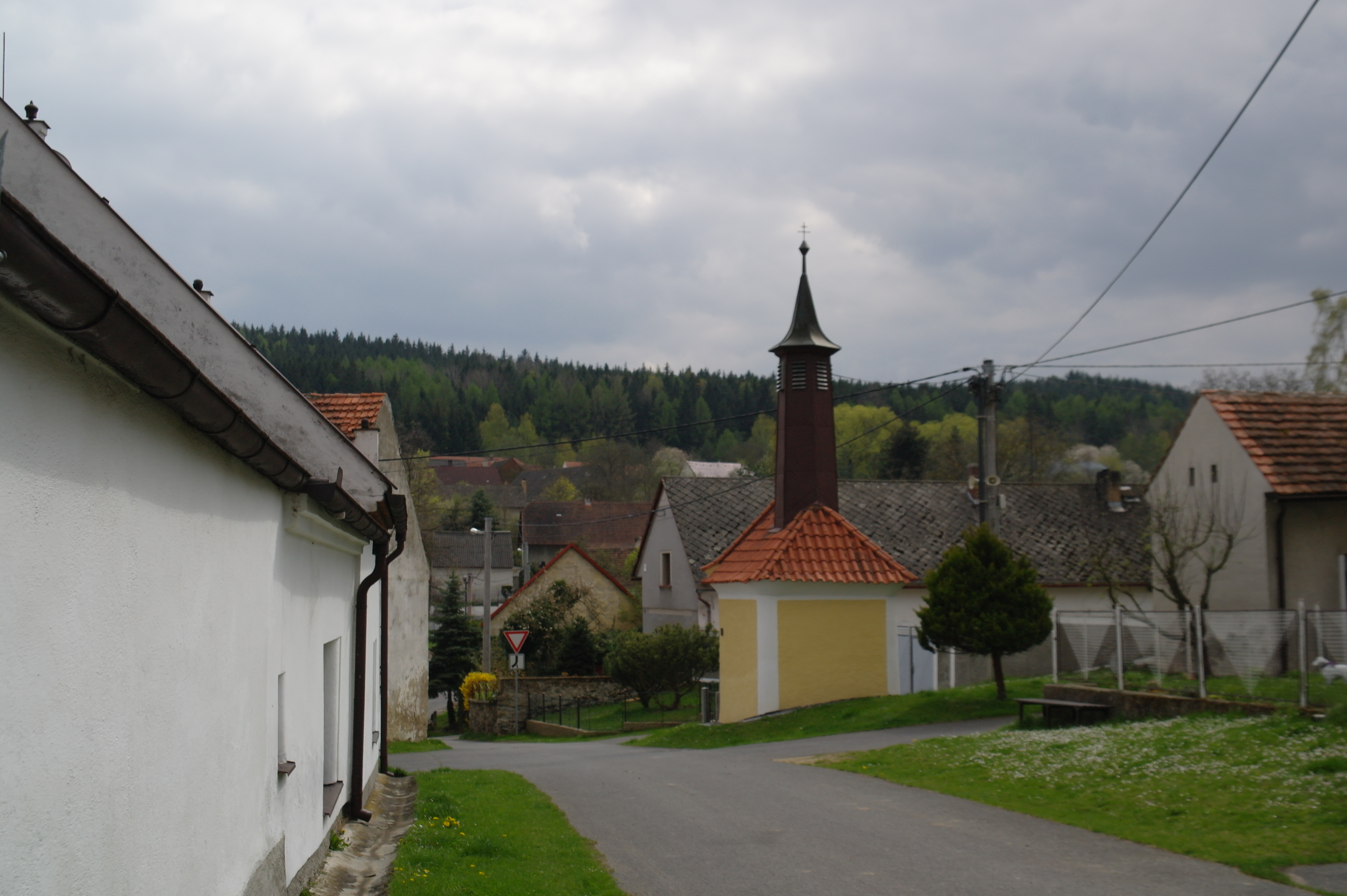
Vlkonice.

## Transports
Par la route, Budětice se trouve à 11 km de Horažďovice, à 31 km de Klatovy, à 69 km de Plzeň et à 124 km de Prague.